# Валори
Валори (фр. Vallauris) град је у Француској, у департману Приморски Алпи.
По подацима из 1999. године број становника у месту је био 25.773.

## Демографија
| 1962.  | 1968.  | 1975.  | 1982.  | 1990.  | 1999.  | 2011.  |
| ------ | ------ | ------ | ------ | ------ | ------ | ------ |
| 10.774 | 12.880 | 17.182 | 21.205 | 24.325 | 25.773 | 27.411 |

## Партнерски градови
- Линденберг им Алгој
- Ходмезевашархељ